# Mira Kasslin
Mira Kristiina Kasslin, née le 26 janvier 1978 à Helsinki, est une coureuse cycliste finlandaise.

## Palmarès sur piste

### Jeux olympiques
- Atlanta 1996
  - 11e de la vitesse
- Sydney 2000
  - 12e de la vitesse
  - 17e du 500 mètres

### Championnats du monde
- Championnats du monde de cyclisme sur piste juniors 1995
  -  Médaillée de bronze du 500 mètres
  -  Médaillée de bronze de la poursuite
- Championnats du monde de cyclisme sur piste juniors 1996
  -  Championne du monde juniors du 500m
  -  Championne du monde juniors de la vitesse
- Bogota 1995
  - 6e du 500 mètres
  - 8e de la vitesse

### Championnats d'Europe
- Championnat d'Europe espoirs 1995
  - 2e du 500 mètres
  - 2e de la vitesse
- Championnat d'Europe espoirs 1996
  - 2e du 500 mètres

### Coupe du monde
- 1994
  - 1re du scratch à Colorado Springs

### Records du monde du 500 mètres
- Records du monde du 500 mètres à deux reprises (1994 et 1995)